# モルペウス

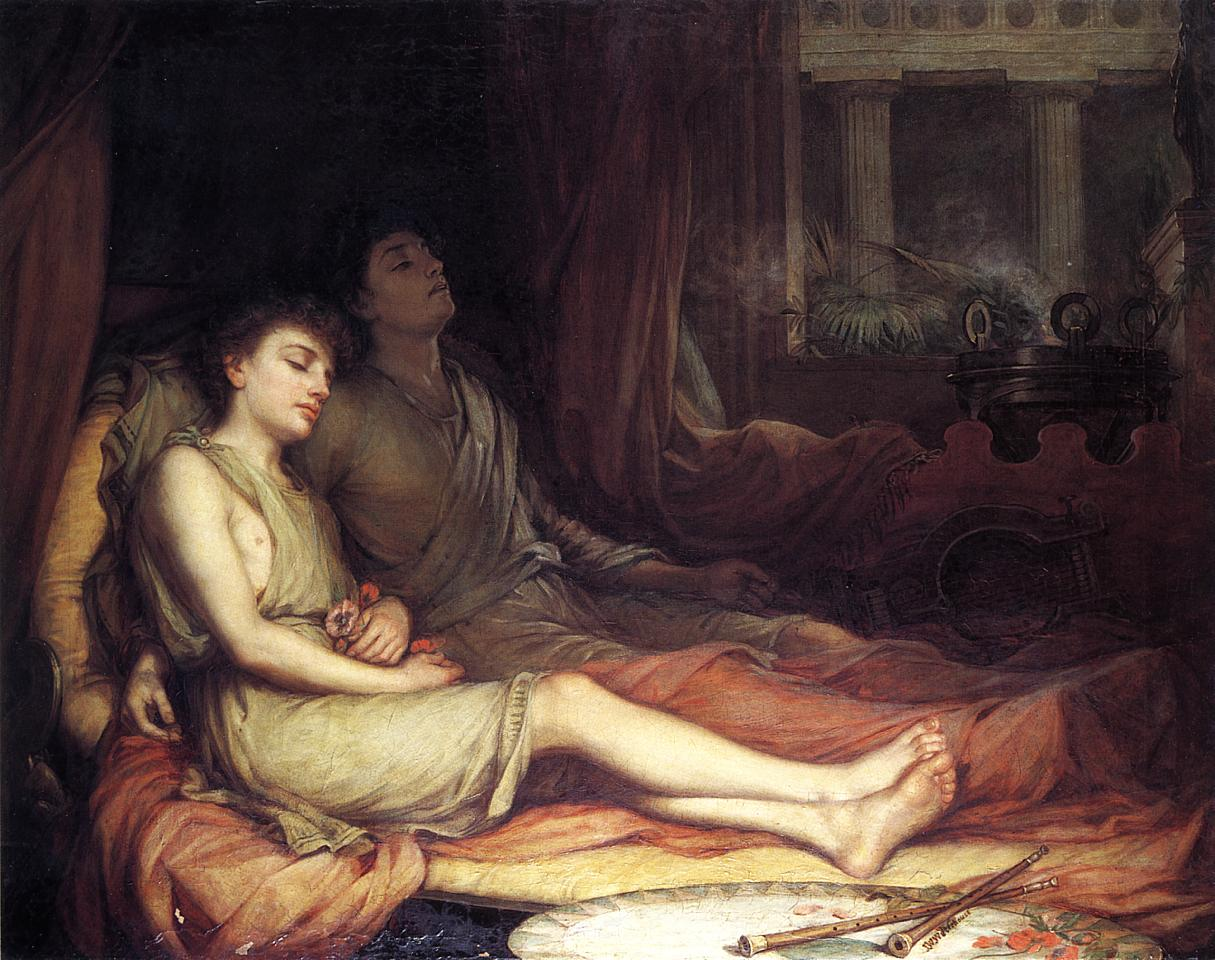
「眠り」と彼の異母兄弟「死」 (ヒュプノスとタナトス)　ジョン・ウィリアム・ウォーターハウス (1874)

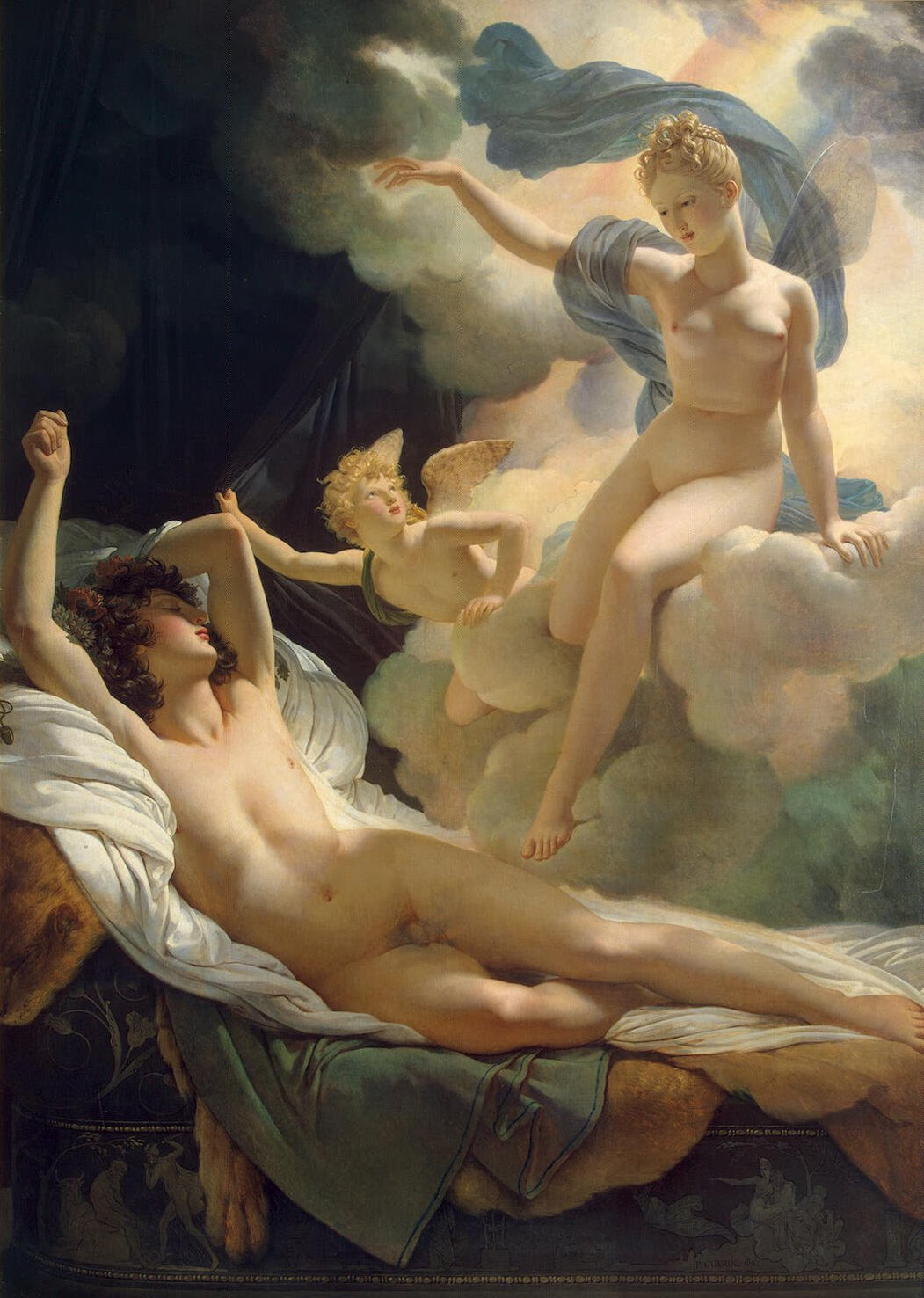
モルフェウスとイーリス（ピエール＝ナルシス・ゲラン, Pierre-Narcisse Guérin（1811）による）

モルペウス（古代ギリシャ語: Μορφεύς、Morpheus、モルフェウス、フランス語: Morphéeモルフェ）はギリシア神話に登場する夢の神。モルペウスとはギリシャ語の morphe からきており、「形作るもの」という意味を持つ。
彼の父ヒュプノス（ラテン語: Somnus,ソムヌス）は眠りの神である。夜の神ニュクスは彼の母であり祖母である。

## オネイロイ
ヒュプノスの息子たち、夢の支配者オネイロス（Oneiroi; 「夢」の複数形）には、ポベートール（Phobetor、別名イケロス Ikelos/Icelus）やパンタソス（Phantasos）がいる。
彼らヒュプノスの息子たちは、ともに夢に関する分野を司る。
- モルペウスは夢や空想に人間のイメージを送り、夢を形作ったり、夢に宿るものたちに形を与えたりする。
- ポベートールは悪夢を生み出す。
- パンタソスはややこしい非現実的な夢を生み出す。

オウィディウスによれば、モルペウスは人間の夢に、彼の兄弟のポベトールとパンタソスはそれぞれ動物と無生物に、働きかけるという。

## モルペウス
オウィディウスの『変身物語』によれば、彼は薄暗い洞窟の黒檀のベッドに、ケシの花に囲まれて眠り、特別な力により、夢の中で人間の姿をまねることができるという。
また、王や英雄の夢に深く関わりがあり、しばしば、兄弟の分までひとまとめにして「ギリシアの夢の神モルペウス｣といわれる。
薬物のモルヒネ（旧名モルフィウム）の名前は、その夢を誘発する力からモルペウスにちなんで名づけられた。